# Elminage
Elminage (エルミナージュ) é uma série de vídeo-jogos de fantasy role-playing publicada pela Starfish SD desde 2008. Estes jogos são considerados dungeon crawlers tradicionais no mesmo estilo da série de jogos Wizardry.